# أينو راهيا
أينو راهيا (Eino Rahja؛ كرونشتادت، 20 يونيو 1885 - لينينغراد، 26 أبريل 1936) سياسي فنلندي روسي انضم إلى حزب العمل الاشتراكي الديمقراطي الروسي في عام 1903 ، و اصطف مع فصيل البلشفي في الحزب. نظم راهيا هروب لينين المؤقت إلى فنلندا في صيف عام 1917. خلال الحرب الأهلية الفنلندية ، كان راهيا أحد القادة الحـُمر العسكريين الأكثر كفاءة. بعد خسارة الحـُمر للحرب فر إلى روسيا السوفيتية حيث عاش بقية حياته ، وأصبح ، على سبيل المثال ، قائد فيلق الجيش (komkor) في الجيش الأحمر.
طرد أينو راهيا من اللجنة المركزية الحزب الشيوعي الفنلندي في عام 1927. في بداية العشرينات كان سياسياً قريباً من غريغوري زينوفييف.
و أينو هو شقيق يوكا راهيا ويآكو راهيا.